# Friedrich Christian Feustking
Friedrich Christian Feustking, auch Fr(i)edericus Christianus Feustkingius,  (* um 1678 in Wrist-Stellau; † 3. Februar 1739 in Tolk bei Schleswig) war ein Lehrer, Dichter und Librettist von Opern und Singspielen sowie Pastor in Tolk. Er wurde bekannt als Librettist der ersten Opern, die Georg Friedrich Händel in Hamburg komponierte.

## Leben
Er war ein Sohn des Pastors Heinrich Feustking (um 1636–1682) an der Feldsteinkirche in Wrist-Stellau, Assessor des Königlich-Dänischen Münsterdorffischen Consistoriums, und dessen Ehefrau Dorothea von Molsdorf (um 1640–1691). Sein älterer Bruder Johann Heinrich Feustking (1672–1713) war der Professor der Theologie in Wittenberg und Oberhofprediger am sächsischen Hof in Gotha.
Friedrich Christian Feustking studierte wie dieser Theologie an der Universität Wittenberg und ging 1702 als Privatlehrer nach Hamburg. Am 16. Mai 1706 wurde er vom Generalsuperintendenten und Oberhofprediger Heinrich Muhlius (1666–1733) als Pastor an der St.- Marien-Kirche in Tolk nahe Schleswig in sein Amt eingeführt.
Feustking war bei seinen Zeitgenossen nicht unumstritten. Angeblich war sein Fortgang aus Wittenberg durch einen Disput ausgelöst worden und auch seine Reise nach Italien (1705) soll seine Ursache bei einem handfesten, über mehrere Wochen dauernden Schriftwechsel mit seinen Kollegen Barthold Feind (1678–1721) und Christian Friedrich Hunold (1681–1721) genommen haben, deren Schärfe Feustking zur Persona non grata gemacht haben soll. Feind sprach bei dem Libretto zu Händels Almira (HWV 1) von „Goût der Hamburger parterre“.
Feustking schrieb auch unter dem Pseudonym Felindo.

## Familie
Feustking heiratete am 4. Juni 1706 in Husum Anna Wedderkop (* 3. November 1681 in Husum), die Tochter des Advokaten Thomas Wedderkop und Nichte des Juristen Magnus von Wedderkop.

## Werke
- Curieuser Geschichts-Kalender oder kurtzes Zeit-Register über das Leben &c. Des Weltberühmten und unvergleichlichen Theologie und Philosophi Philippi Melanchthonis, Zur Erläuterung der Kirchen-Historie des vorigen Seculi zusammen getragen von F.C.F., Druck Heinrich Johann Meyers Erben und Gottfried Zimmermann, Frankfurt und Leipzig, 1698
- Dissertation: Godofredum Anictophciac in Re Sacra convictum. Präsidium Prof. Dr. Theol. Philipp Ludwig Hanneken, Druck Christian Gerdes(ius), Wittenberg 1699
- Das geöffnete Antiquitäten-Zimmer Worinnen Kurtze Anleitung gegeben wird, Wie man Inscriptiones, Statuen und andere Reliquien des Alterthums mit Nutz verstehen und betrachten soll. Hamburg, 1702
- Libretto zur Oper Die betrogene Staats-Liebe/ Oder Die Unglückselige Cleopatra Königin von Egypten In einem Singe-Spiel Auf dem Hamburgischen Schau-Platz vorgestellet.Mattheson, Johann; Feustking, Friedrich Christian [Textbuch], Hamburg, 1704.  Drama in drei Akten von Johann Mattheson, Uraufführung: 20. Oktober 1704 im Hamburger Theater am Gänsemarkt
- Libretto zur Oper Der in Krohnen erlangte Glückswechsel/ Oder: Almira, Königin von Castilien. In einem Singspiel Auf dem grossen Hamburgischen Schauplatz Vorgestellet Im Jahr 1704 ... Händel, Georg Friedrich; Feustking, Friedrich Christian. [Textbuch], Druck Friedrich Conrad Greflinger, Hamburg, 1704. Uraufführung am 8. Januar 1705 unter Reinhard Keiser im Hamburger Theater am Gänsemarkt. Die Aufführung wurde innerhalb der kommenden Wochen 20 mal wiederholt, was auch für Hamburger Verhältnisse für eine sehr gelungene Aufführung sprach.
- Libretto zur Oper Nero Oder Die Durch Blut und Mord Erlangete Liebe, In einem  Sing-Spiel/ Auf dem Hamburgischen Schau-Platz vorgestellet, Händel, Georg Friedrich; Feustking, Friedrich Christian. [Textbuch], Hamburg, 1705. Uraufführung am 25. Februar 1705. Die Oper ist heute verschollen und war ganz im Gegensatz zu Almira gänzlich erfolglos.
- Das geöffnete Antiquitätenzimmer. Hamburg, 1704
- Der wegen der Almira  abgestriegelte Holstilius.Streitschrift, 8 S., Hamburg, 1705.
- Der Durchlauchtige Secretarius, Oder: Almira, Königin in Castilien. In einem Sing-Spiel Auf dem grossen Hamburgischen Schau-Platz Auffgeführet und in die Music gesetzt Durch Reinhard Keisern, Hochfürstl. Mecklenburgis. Capell-Meistern/ Im Jahr 1706. Keiser, Reinhard; Feustking, Friedrich Christian; Feind, Barthold. [Textbuch], [Hamburg], 1706
- Das geöffnete Antiquitätenzimmer, worinnen Kurtze Anleitung gegeben, wie man Inscriptiones, Statuen und andere Reliquien des Alterthums mit Nutz verstehen und betrachten soll, welcher zur Fortsetzung noch andere galante Wissenschaften anweiset... Welchem beygefügt Die Historie Der heutigen Religion und Allgemeinen Rechtsgeschichte, 2. erweiterte Auflage, 186 S,  Druck Schiller,  Hamburg, 1711.
- Zum preißwürdigsten Gedächtniß Der Weyland Hoch-Wohlgebornen Frauen Dorothea Magdalenen Wolffen gebohrnen Müllern/ Des ...Herrn Zachariä Wolff/...Ober-Commendanten der Veste Tönningen Seligst verstorbenen Frau Gemahlin ...entworffen von Felindo, 23 Seiten, Druck Johann Holwein, Schleswig, 1713. VD18 12776807.
- Libretto zur Oper Der in Cronen erlangte Glücks-Wechsel, oder Almira, Königin von Castilien. In einem Singe-Spiel Auf dem Hamburgischen Schau-Platz vorgestellet..Händel, Georg Friedrich, Telemann, Georg Philipp; Feustking, Friedrich Christian [Textbuch], [Hamburg], 1732